# Ger Schinck
Gerardus Jacobus Johannes (Ger) Schinck (Arcen, 15 juli 1944) is een Nederlands politicus van de PvdA.
Schinck studeerde economie aan de Tilburg University en werd daarna leraar economie aan het R.K. Carolus Borromeus College in Helmond. In 1982 werd hij docent aan de Academie voor Journalistiek te Tilburg. Daarnaast was hij van 1974 tot 1980 lid van de Provinciale Staten van Noord-Brabant en vervolgens tot 1995 lid van de Eerste Kamer der Staten-Generaal. Eind 1989 werd Schinck benoemd tot burgemeester van Sint-Michielsgestel, wat hij zou blijven tot oktober 2002, toen hij directeur werd van Obragas Net NV.